# 長野カントリークラブ
長野カントリークラブ（ながのカントリークラブ）は、長野県長野市にあるゴルフ場である。

## 概要
1957年（昭和32年）、長野市には、戦前派のゴルファーは二人しかいなかった、信濃毎日新聞株式会社社長の小坂武雄と第一法規株式会社社長の田中重弥である。二人は揃って「軽井沢ゴルフ倶楽部」（1931年（昭和6年）開場、設計・小寺酉二）の会員である。小坂の許にゴルフ好きがゴルフを教わりに集まって来る、小坂学校に入学を許されたのは十数人である、毎週１回１時間10分かけて軽井沢ゴルフ倶楽部で教わった。
1959年（昭和34年）頃、小坂学校の生徒が中心になって、何時でも練習できる練習場を造ろうという動きが起き、小坂を会長にして「ナガノゴルファーズクラブ（N・G・C）」が誕生した。練習場の建設候補地探しには苦労したが、1960年（昭和35年）3月、長野市上杉町に打ち放し練習場とコース6ホールが開場された。練習場が出来たことで刺激され、長野市内には多くのゴルフクラブが生まれ、本格的ゴルフコースの建設への期待が高まっていった。
1961年（昭和36年）6月21日、長野市が動き、市議会においてゴルフ場建設案が提出され通過した、建設用地は飯綱山の麓、長野市芋井地区の市有地であった。芋井地区は、小坂学校が練習場の建設用地を探していた時の候補地の一つでもあった。1961年（昭和36年）7月8日、長野市飯綱、戸隠開発公社は、新たなゴルフ場の建設に向けての事務局「長野国際観光株式会社」を開設した。同年7月10日、建設地の白樺や唐松に囲まれた標高1,120メートルのなだらかな高原を視察した。
1962年（昭和37年）7月9日、「旧軽井沢ゴルフクラブ」（1919年（大正8年）開場、設計・J・M・ポーレット、トム・ニコル）の紹介で、コース設計を富澤誠造に依頼した。1964年（昭和39年）8月、経営母体「長野カントリー株式会社」を設立し、社長には小坂武雄が就任した。同年12月20日、長野市の長野国際観光との間で契約を結び、長野市が家主で長野カントリークラブの店子が成立した。
1964年（昭和39年）10月15日、アウトコース9ホールの造成工事が完成し、仮開場された。1965年（昭和40年）7月10日、インコース9ホールが完成し、18ホール、距離6,775ヤード、パー72のコースが完成された。その後、1972年（昭和47年）4月21日、増設の高妻コースの造成工事が完成し、9ホール、距離3,304ヤード、パー36規模のコースが開場され、合計27ホールのゴルフ場が完成した。

## 所在地
〒380-0888 長野県長野市上ヶ屋2471番地

## コース情報
- 開場日 - 1964年10月1日
- 設計者 - 富澤 誠造
- 面積 - 990,000m2（約29.9万坪）
- コースタイプ - 丘陵コース
- コース - 27ホールズ、パー108、10,338ヤード、コースレート、飯綱･戸隠コース72･8、戸隠･高妻コース71･8、高妻･飯綱71･8
- フェアウェー - コウライ
- ラフ - ノシバ
- グリーン - 1グリーン、ベント
- ラウンドスタイル - キャディ付又はセルフ、乗用カート
- 練習場 - 16打席270ヤード
- 休場日 - 無休、12月～4月中旬まで冬期クローズ[2][3]

## ギャラリー
- コース - [4]
- ハウス - [5]

## 交通アクセス
- 鉄道（JR東日本） - 長野新幹線 - 長野駅より タクシー利用約30分[6]
- 道路 - 上信越自動車道  - 長野ICより 21Km 約分[6]

## 関連文献
- 『ゴルフ場ガイド 東版』、2006-2007、「長野カントリークラブ」、東京 ゴルフダイジェスト社、2006年5月、2021年6月2日閲覧
- 『美しい日本のゴルフコース BEAUTIFUL GOLF CULTURE IN JAPAN 日本のゴルフ110年記念 ゴルフは日本の新しい伝統文化である』、ゴルフダイジェスト社「美しい日本のゴルフコース」編纂委員会編、「同好の士の集い『小坂学校』から練習場が生まれ本格的コース誕生につながっていった」、東京 ゴルフダイジェスト社、2013年12月、2021年6月2日閲覧